# Viola spuria
Viola spuria är en violväxtart som beskrevs av Celak.. Viola spuria ingår i släktet violer, och familjen violväxter. Inga underarter finns listade i Catalogue of Life.